# Liège-Bastogne-Liège 1939
La 29e édition de Liège-Bastogne-Liège a eu lieu le 14 mai 1939 et a été remportée par le Belge Albert Ritserveldt. 
83 coureurs ont pris le départ et 50 étaient à l'arrivée.

## Classement
| n° | Coureur                | Équipe             | Temps           |
| -- | ---------------------- | ------------------ | --------------- |
| 1  | Albert Ritserveldt     | De Dion            | 5 h 39 min 00 s |
| 2  | Cyrille Van Overberghe | -                  | à 34 s          |
| 3  | Edward Vissers         | Alcyon-Dunlop      | à 59 s          |
| 4  | Camille Beeckman       | Helyett-Hutchinson | m.t.            |
| 5  | Maurice Clautier       | -                  | à 3 min 03 s    |
| 6  | Joseph Somers          | Helyett-Hutchinson | m.t.            |
| 7  | Joseph Van Kerckhoven  | -                  | à 4 min 31 s    |
| 8  | Jérôme Dufromont       | -                  | à 7 min 12 s    |
| 9  | Achiel De Backer       | -                  | m.t.            |
| 10 | Sylvain Grysolle       | Dilecta-Wolber     | m.t.            |